# 17746 Haigha
17746 Haigha este o planetă minoră (asteroid) din centura de asteroizi. A fost descoperită pe 30 ianuarie 1998 la Gekko Observatory⁠(d) de Tetsuo Kagawa⁠(d) și a fost numită după March Hare⁠(d). 
Obiectul prezintă o orbită caracterizată de o semiaxă mare de 2,3689157 UAi, o excentricitate de 0,16, o înclinație de 7,85984 ° în raport cu ecliptica.